# Élections législatives de 2012 dans la Meuse
Les élections législatives françaises de 2012 se déroulent les 10 et 17 juin 2012. Dans le département de la Meuse, non concerné par le redécoupage électoral, deux députés sont à élire dans le cadre de deux circonscriptions.

## Élus
| Circonscription | Député sortant    | Parti | Parti | Groupe | Député élu ou réélu | Parti | Parti | Groupe |
| --------------- | ----------------- | ----- | ----- | ------ | ------------------- | ----- | ----- | ------ |
| 1re             | Bertrand Pancher  |       | PR    | UMP    | Bertrand Pancher    |       | PR    | UDI    |
| 2e              | Jean-Louis Dumont |       | PS    | SRC    | Jean-Louis Dumont   |       | PS    | SRC    |

## Résultats

### Résultats à l'échelle du département
| Parti          | Parti                             | Premier tour | Premier tour | Second tour | Second tour | Sièges |
| Parti          | Parti                             | Voix         | %            | Voix        | %           | Sièges |
| -------------- | --------------------------------- | ------------ | ------------ | ----------- | ----------- | ------ |
|                | Parti radical                     | 17 489       | 21,34        | 24 667      | 31,36       | 1      |
|                | Union pour un mouvement populaire | 9 089        | 11,09        | 16 257      | 20,67       | 0      |
|                | Divers droite dont DLR et PCD     | 5 600        | 6,83         |             |             | 0      |
|                | Nouveau centre                    | 196          | 0,24         | 0           |             |        |
|                | Droite parlementaire              | 32 374       | 39,50        | 40 924      | 52,03       | 1      |
|                |                                   |              |              |             |             |        |
|                | Parti socialiste                  | 28 102       | 34,29        | 37 734      | 47,97       | 1      |
|                | Europe Écologie Les Verts         | 2 649        | 3,23         |             |             | 0      |
|                | Majorité présidentielle           | 30 751       | 37,52        | 37 734      | 47,97       | 1      |
|                |                                   |              |              |             |             |        |
|                | Front national                    | 15 000       | 18,30        |             |             | 0      |
|                | Front de gauche                   | 2 879        | 3,51         | 0           |             |        |
|                | Extrême gauche dont LO et NPA     | 957          | 1,17         | 0           |             |        |
|                |                                   |              |              |             |             |        |
| Inscrits       | Inscrits                          | 140 212      | 100,00       | 140 157     | 100,00      | 2      |
| Abstentions    | Abstentions                       | 57 046       | 40,69        | 58 304      | 41,6        |        |
| Votants        | Votants                           | 83 166       | 59,31        | 81 853      | 58,4        |        |
| Blancs et nuls | Blancs et nuls                    | 1 205        | 1,45         | 3 195       | 3,9         |        |
| Exprimés       | Exprimés                          | 81 961       | 98,55        | 78 658      | 96,1        |        |

### Résultats par circonscription

#### Première circonscription (Bar-le-Duc)
| Candidat       | Candidat                       | Parti          | Premier tour | Premier tour | Second tour | Second tour |  |
| Candidat       | Candidat                       | Parti          | Voix         | %            | Voix        | %           |  |
| -------------- | ------------------------------ | -------------- | ------------ | ------------ | ----------- | ----------- |  |
|                | Bertrand Pancher sortant réélu | PRV (UMP)      | 17 489       | 37,31        | 24 667      | 54,68       |  |
|                | Diana André                    | PS             | 15 521       | 33,11        | 20 448      | 45,32       |  |
|                | Dominique Bilde                | RBM (FN)       | 9 179        | 19,58        |             |             |  |
|                | Jean-Marc Fleury               | EÉLV           | 1 740        | 3,71         |             |             |  |
|                | Mélanie Tsagouris              | FG (PCF)       | 1 458        | 3,11         |             |             |  |
|                | Florence Voivret               | DLR            | 735          | 1,57         |             |             |  |
|                | Claude Kaiser                  | NPA            | 478          | 1,02         |             |             |  |
|                | Éric Finot                     | LO             | 278          | 0,59         |             |             |  |
|                |                                |                |              |              |             |             |  |
| Inscrits       | Inscrits                       | Inscrits       | 78 905       | 100,00       | 78 861      | 100,00      |  |
| Abstentions    | Abstentions                    | Abstentions    | 31 281       | 39,64        | 31 886      | 40,43       |  |
| Votants        | Votants                        | Votants        | 47 624       | 60,36        | 46 975      | 59,57       |  |
| Blancs et nuls | Blancs et nuls                 | Blancs et nuls | 746          | 1,57         | 1 860       | 3,96        |  |
| Exprimés       | Exprimés                       | Exprimés       | 46 878       | 98,43        | 45 115      | 96,04       |  |

#### Deuxième circonscription (Verdun)
| Candidat       | Candidat                        | Parti          | Premier tour | Premier tour | Second tour | Second tour |  |
| Candidat       | Candidat                        | Parti          | Voix         | %            | Voix        | %           |  |
| -------------- | ------------------------------- | -------------- | ------------ | ------------ | ----------- | ----------- |  |
|                | Jean-Louis Dumont sortant réélu | PS             | 12 581       | 35,86        | 17 286      | 51,53       |  |
|                | Claude Léonard                  | UMP            | 9 089        | 25,91        | 16 257      | 48,47       |  |
|                | Gilbert Prot                    | RBM (FN)       | 5 821        | 16,59        |             |             |  |
|                | Julien Didry                    | Divers droite  | 4 865        | 13,87        |             |             |  |
|                | Éric Bernardi                   | FG (PCF) (PG)  | 1 421        | 4,05         |             |             |  |
|                | Dominique Ronga                 | EÉLV           | 909          | 2,59         |             |             |  |
|                | Marcel Perin                    | LO             | 201          | 0,57         |             |             |  |
|                | Véronique Bucaille              | NC             | 196          | 0,56         |             |             |  |
|                |                                 |                |              |              |             |             |  |
| Inscrits       | Inscrits                        | Inscrits       | 61 307       | 100,00       | 61 296      | 100,00      |  |
| Abstentions    | Abstentions                     | Abstentions    | 25 765       | 42,03        | 26 418      | 43,1        |  |
| Votants        | Votants                         | Votants        | 35 542       | 57,97        | 34 878      | 56,9        |  |
| Blancs et nuls | Blancs et nuls                  | Blancs et nuls | 459          | 1,29         | 1 335       | 3,83        |  |
| Exprimés       | Exprimés                        | Exprimés       | 35 083       | 98,71        | 33 543      | 96,17       |  |